# Würzburg Süd
Würzburg Süd – przystanek kolejowy w Würzburgu, w kraju związkowym Bawaria, w Niemczech. Znajdują się tu 2 perony.